# Shipham

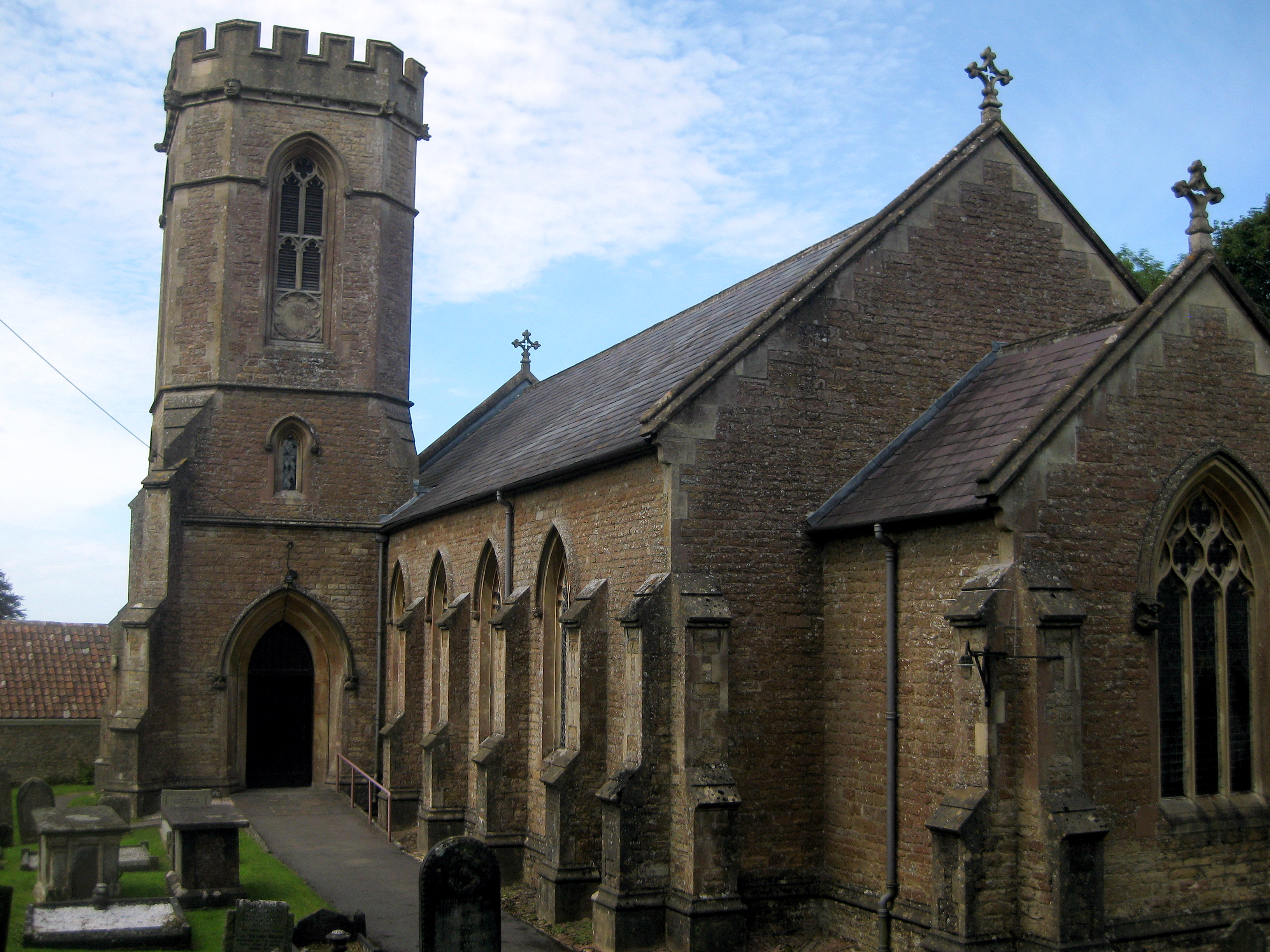
L'église Saint-Léonard de Shipham

Shipham est un village et civil parish du Somerset en Angleterre. Il se trouve sur le flanc ouest de la colline Mendip, à 24 kilomètres au sud de Bristol. Il contient le village de Rowberrow et le hameau de Star. La population s'élève à 1136 habitants.

## Lieux et monuments
- L'église Saint-Léonard construite en 1843 par James Wilson.